# Chaharbagh-skolan

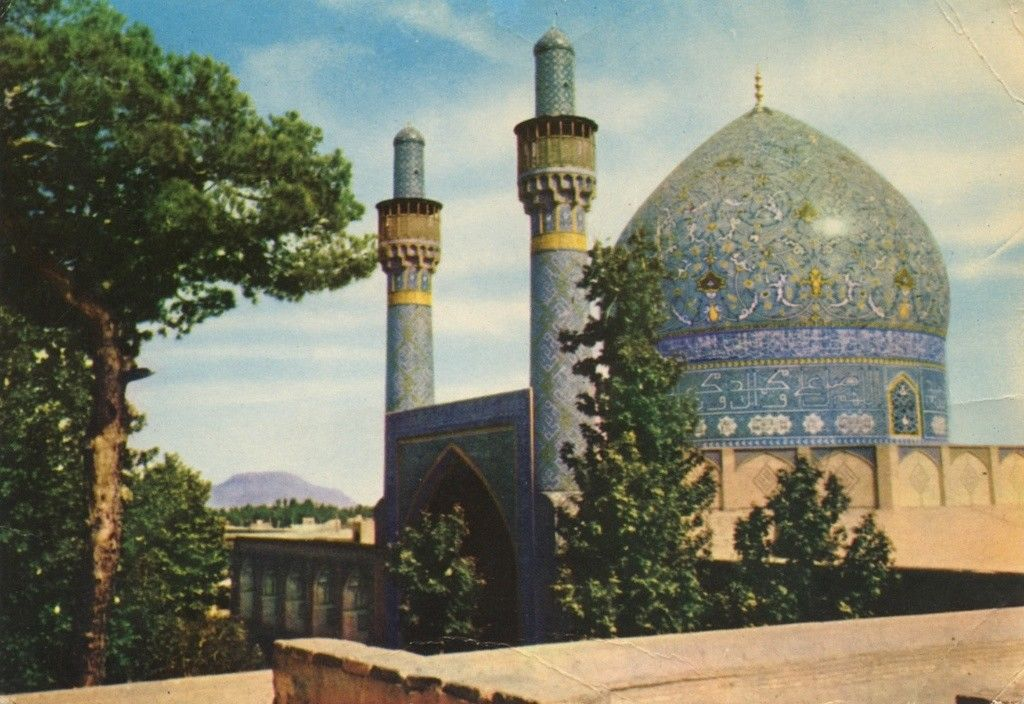
Chaharbagh-skolan med moskén.

Chaharbagh-skolan (persiska: مدرسه چهارباغ, bokstavligen: "Fyra trädgårdar skola") ligger i staden Esfahan och byggdes för undervisning för religionsstudenter under slutet av den safavidiske kung Sultan Husain I:s styre. Denna unika skola har en kupol som har utsmyckats med kakel och dess dörr har dekorerats med guld och silver.